# 共犯独立性説
共犯独立性説（きょうはんどくりつせいせつ）とは、共犯従属性説に対して、共犯を正犯と切り離した独立の犯罪行為として位置づけようとする主張を指す。主に近代派から主張された。共犯従属性説が共犯の従属性を肯定する見解であり，共犯独立性説が共犯の従属性を否定する見解である。
もっとも、近年は従属性の多義性が見直され、「従属性の有無」と「従属性の程度」が「実行従属性」と「要素従属性」として全く別のものとして再構成されることになると、共犯従属性説と共犯独立性説の対立は、従属性の有無ではなく（従属性の一局面に過ぎない）実行従属性（の一局面）に関するものとなり、その意義は限定的になった。
実行従属性とは、共犯の成立のために正犯の実行行為が現実に必要かという問題であり、共犯の成立のために（現実のではなく）概念上の正犯に要求される要素についての問題である要素従属性とは直接には関係しない議論である（例えば、共犯独立性説と極端従属性説は矛盾せずに両立するのであり、現にそのような見解も唱えられていたのである。これに対して、従属性の有無と程度という用語を用いる従来の議論においては、実行従属性は要素従属性の前提とされており、両者は不可分であった。）。さらに、問題となる局面として、未遂についての局面（いわゆる「教唆の未遂」の加罰性の問題）と、予備罪についての問題（予備罪に対する共犯の肯否）の2つがあり、共犯独立性説と共犯従属性説の対立は前者に関するものとされるようになったのである。
いわゆる「教唆の未遂」とは、教唆行為をしたが正犯が実行に着手しなかった場合を言う。正犯が実行の着手に出た場合には、加罰的であることについて争いはない（このときに、教唆未遂になるのか未遂教唆になるのかは争いがある。伝統的には、近代派からは前者になり、古典派からは後者となる。なお、これは行為共同説と犯罪共同説の対立の問題であるとも指摘されている。一方で、両者の区別を用語法の問題に過ぎないとする見解もある。）が、それ以前の段階が問題となるのである。
近代派（犯罪徴表説）から主張された共犯独立性説は加罰性を肯定し、また、古典派から主張された共犯従属性説は加罰性を否定する。共犯の概念は、刑法における学派の争いがその基底にある。現在の通説は後者である。独立または従属の根拠には諸説があり、条文の文言を根拠にする見解もあれば、因果的共犯論と未遂犯についての客観的理解と結果犯説の3つを根拠とし、未遂犯論の如何によっては実行従属性が否定されることをも承認する見解もある。これは共犯独立性説に接近するものであると言えよう（かつての共犯独立性説の根拠は、因果的共犯論の採用と未遂犯における主観的理解であったのである）。共犯の独立性・従属性は、共犯者の行為態様が、犯罪全体目的の想定する実行行為との比較においての大小が、同時に犯罪意思の大小を徴表することは否定しえないから、行為という客観性と行為意思という主観性が同時に評価されるのが実際である。